# ناکلز کیاتیکس
ناکلز کیاتیکس (به انگلیسی: Knuckles' Chaotix) یک بازی پرشی محصول سال ۱۹۹۵ توسعه‌یافته توسط سگا می‌باشد.